# Геррозавр жовтогорлий
Геррозавр жовтогорлий (Gerrhosaurus flavigularis) — ящірка з роду Геррозавр підродини Gerrhosaurinae родини Геррозаврів.

## Опис

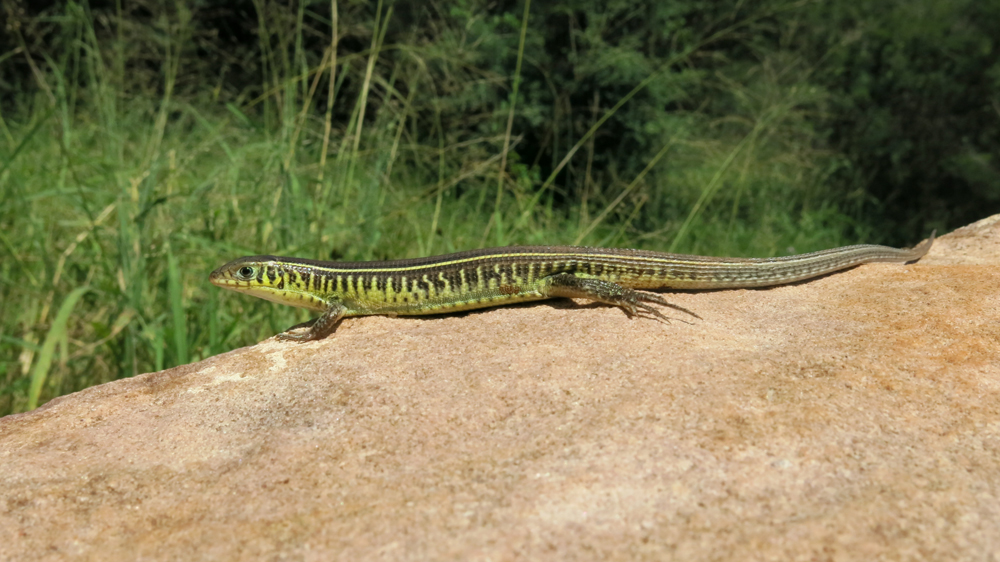
Молодняк Gerrhosaurus flavigularis, в дикій природі. Саутпансберг, Південна Африка

Загальна довжина коливається від 45 до 50 см, з яких 2/3 займає хвіст. Шкіра у нього від світло—зеленого до зеленувато-коричневого кольору з вузької жовтою смугою й червоним або жовтим горлом у самців під час шлюбного сезону, також боки стають яскравих кольорів. Голова маленька, тулуб витягнутий й тонкий. З боків проходять 2 білі або лимонно—жовті смуги. Поміж ними є невеличкі темні плями. Ці ящірки дуже пристосовані до посушливих і теплих умов життя.

## Спосіб життя
Живе на лугах, степах і саванах, полюбляючи трав'янисті або чагарникові хащі. Тут геррозаври риють глибокі нори та лази. Активні вдень. Харчуються комахами, павуками, дрібними ящірками. Це дуже полохливі тварини.
Це яйцекладні ящірки. Наприкінці літа самиця відкладає від 4 до 6 яєць, які закопує у невеличку яму.

## Розповсюдження
Це ендемік Африки. Мешкає у південно—східній частині континенту.

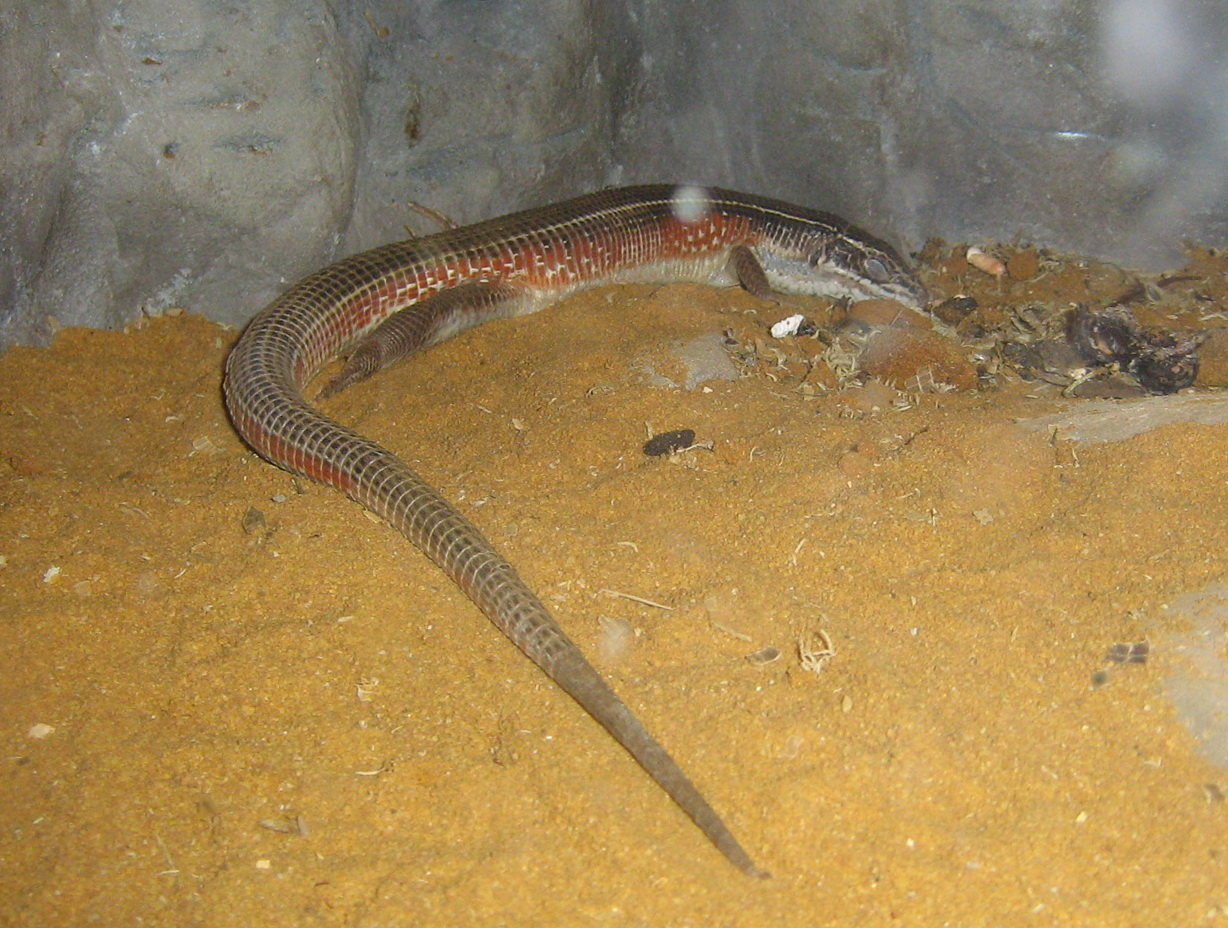
У Київському зоопарку. 2006